# Kiru
Kiru è una città della Repubblica Federale della Nigeria appartenente allo Stato di Kano. È il capoluogo dell'omonima area a governo locale (local government area) che si estende su una superficie di 927 km² e conta una popolazione di 264.781 abitanti.